# 綿引勝彦
綿引 勝彦（わたびき かつひこ、1945年〈昭和20年〉11月23日 - 2020年〈令和2年〉12月30日）は、日本の俳優。本名：同じ。旧芸名：綿引 洪。血液型はAB型。東京都武蔵野市出身。日本大学鶴ヶ丘高等学校卒業、日本大学藝術学部中退。劇団民藝を経て、劇団「綿帽子」主宰。

## 来歴
少年時代から将来の夢はプロ野球選手で、中学まではずば抜けて上手かったが、進学した日本大学鶴ヶ丘高等学校の野球部にはゴロゴロ凄い選手がいて、プロ野球の夢は一気に砕け散った。将来の夢が全くなくなったとき、女友達に、仲代達矢・栗原小巻主演の俳優座の舞台『令嬢ジュリー』に誘われ、「新劇って凄い」と感激、演劇の世界に目覚める。進路を役者に定め、高校卒業後日本大学藝術学部に入学。1965年に中退。劇団民藝へ入団するが、名優目白押しの民藝ではいい役は付かず、地方公演で先乗りして、大道具の準備が主な仕事だった。ある日、日生劇場での『アンネの日記』の公演で、アンネの部屋係に就いていたとき、下元勉が倒れ、その代役に抜擢される。主役のアンネ役の樫山文枝から「いい声してるわね」などと褒められた。やがて「樫山がやくざ風の男と歩いていた」と騒がれ始め、二人の結婚が決まると世間が驚いた。当時の綿引は全くの無名俳優で、弾き語りのアルバイトで生計を立てていて、収入は雲泥の差だった。異色カップルにCMなど夫婦共演が多数企画されたが、綿引はこれを全て拒否した。1982年には役者を始める切っ掛けになった仲代達矢と『鬼龍院花子の生涯』で共演を果たす。1985年に宇野重吉によって7年間に及ぶ全国縦断の地方公演「宇野重吉一座」の計画が持ち上がり、当時40歳になっていた綿引は参加を断念し、同年民藝を退団。
フリーになって強面を活かし、東映のヤクザ映画などに多数出演し、ジワジワ売れた。悪役・敵役以外では、『鬼平犯科帳』での密偵・大滝の五郎蔵役や『天までとどけ』シリーズでの良き父親役が当たり役となって以降、善人役もこなしていた。
1990年代後半、『ピカチュウげんきでちゅう』のCMでコミカルな味を出して新境地を開く（『ポケットモンスター』のCMに立て続けに出演し、「ポケモンおじさん」とあだ名された）。最初はこのCM依頼に「起用する役者さん間違ってませんでしたか?」と驚いたことをTBS系『ズバリ言うわよ!』（2007年6月5日放送分）で語っていた。
『WXIII 機動警察パトレイバー』には主人公・久住武史役で声の出演を果した。
2005年、胸部動脈瘤を患い、出演予定だった舞台を降板。一時生死の間を彷徨う試練を経て回復した。
2011年から放送開始された、ブルース・ウィリス出演のダイハツ工業「ミライース」CMシリーズにおける宣伝部長役で注目を集めている。2012年には同シリーズでウィリスの吹き替えに挑戦するCMが制作され、さらにウィリス出演の映画『セットアップ』・『エクスペンダブルズ2』では吹き替えを担当した。
2018年8月、膵臓内の嚢胞を取り除く手術を行った際に進行性のがん細胞が発見され、翌2019年12月には肺へがんが転移した。2020年2月から本格的な化学療法がスタートし、厳しい副作用に耐えてきたが、同年11月には積極的な治療は打ち切られたという。その後は自宅で療養していたが、同年12月25日未明に容態が急変して入院し、12月30日12時54分、膵臓がんのため、死去。75歳没。訃報は年が明けた翌2021年1月13日に公表された。
葬儀は近親者のみで行われ、喪主は妻の樫山が務めた。樫山のコメントによると、綿引本人の強い希望により病気について誰にも明かさず、自宅と信州の山小屋で療養をしながら身辺整理をしていたという。最期の言葉は将棋で降参を示す「投了すると伝えてくれ」だった。

## 人物
私生活では劇団民藝在籍中に2年先輩の樫山文枝と結婚。子供はいない。
成田三樹夫を尊敬し付き合いもあった。「『仁義なき戦い』（出演は2～3作目）の成田さんは絶品です」と話している。

## 出演
※「 - 」は役名

### テレビドラマ

#### NHK
- 銀座わが町（1973年、総合）
- 大河ドラマ（総合）
  - 勝海舟（1974年）
  - 元禄太平記（1975年） - 寺坂吉右衛門
  - 風と雲と虹と（1976年） - 紀豊之
  - 黄金の日日（1978年） - 加藤清正
  - 徳川家康（1983年） - 福島正則
  - 山河燃ゆ（1984年） - 鬼頭軍曹
  - 毛利元就（1997年） - 熊谷信直
- ふりむくな鶴吉 第27話「盛り場」（1975年、総合）
- 水曜時代劇 / 日本巌窟王（1979年、総合） - 蠍
- 立花登・青春手控え 第12話「幻の女」（1982年、総合）
- 連続テレビ小説（総合）
  - はね駒（1986年） - 鈴木幸助
  - ひらり（1992年） - 根本邦夫
  - 春よ、来い（1995年） - 野波豪太
- 破獄（1985年4月6日、総合） - 網走刑務所戒護課長
- ご就職（1999年、総合） - 和田敏一
- 天涯の花（1999年、総合）
- クライマーズ・ハイ（2005年、総合） - 伊東康夫
- 生物彗星WoO 第3話「ヒーロー?誕生」（2006年、BShi） - 源さん
- 監査法人（2008年6月 - 7月、総合・BShi） - 中村英夫
- 陽炎の辻〜居眠り磐音 江戸双紙〜（2007年 - 2008年、総合） - 四郎兵衛
- 高橋留美子劇場 第2話「運命の鳥」（2012年、BSP） - 堂本克己
- 花咲くあした（2014年、BSP） - 宮崎雄三
- かぶき者 慶次（2015年、総合） - 徳川家康

#### 日本テレビ系列
- 鞍馬天狗 第11回「人斬り」（1974年） - 遠藤隼人
- 太陽にほえろ!
  - 第121話「審判なき罪」（1974年） - 飯場の若い男 ※ノンクレジット
  - 第125話「友達」（1974年） - 相田光輝
  - 第139話「墓穴を掘る」（1975年） - 菊地三郎
  - 第315話「ライバル」（1978年） - 加納良二
  - 第596話「戦士よ翔べ!」（1984年） - 江田章一
  - 第626話「激走・大雪渓」（1984年） - 金森（西崎靖）
- 十手無用 九丁堀事件帖 第12話「狙われた玉の輿」（1975年） - 堀内兵部
- 伝七捕物帳 第79話「愚かなり! ああ親ごころ」（1975年） - 半九郎
- 大都会シリーズ
  - 大都会 PARTII 第9話「おとり」（1977年） - 本山伸夫
  - 大都会 PARTIII 第26話「殺人予告」（1979年） - 早田明
- 俺たちの朝 第44話「北の町・大沼とすんませんと家族ごっこ」（1977年） - カンちゃん
- プロハンター 第7話「悪魔のソナタ」（1981年）
- 長七郎江戸日記（ユニオン映画）
  - 第1シリーズ
    - 第30話「剣客有情」（1984年） - 牧村隼人
    - 第54話「おれん慕情」（1985年） - 源三
    - 第96話「十手かたぎ」（1986年） - 佐野紋十郎

  - 第2シリーズ 第58話「影のある女」（1989年） - 丹下小兵衛
- 気分は名探偵 第16話「ひとめ会いたい!!」（1985年）
- 誇りの報酬 第23話「潜行して敵を撃て!」（1986年） - 島田
- 銭形平次 第11話「つっぱりお恵」（1987年） - 高島軍兵衛※風間杜夫版
- 火曜サスペンス劇場
  - 哀しき誘拐（1985年）
  - 吉備路殺人事件（1989年5月） - 白神紀夫
  - 切り裂かれた絵（1992年、磯田事務所）
  - 99％の誘拐（1992年）
  - 1998年殺人捜査（1998年） - 津田部長
  - 地方記者・立花陽介15「能登輪島通信局」（2000年） - 平田公平
  - 弁護士・朝日岳之助16「緊急発砲」（2001年） - 井口耕作
  - 小京都ミステリー30「エジプト・パピルス殺人事件」（2001年） - 高村信彦
- 花ちりめん（1989年、読売テレビ）
- 明日があるさ 第4話「激安ラーメン戦争」（2001年） - 高木三郎
- アンテナ22 特別版 / 特別ドラマスペシャル 総理大臣小泉純一郎 歴史に残る2000日（2006年） - 森喜朗
- 日本史サスペンス劇場 / 東大落城（2009年1月14日）

#### TBS系列
- 白い影（1973年）
- ポーラテレビ小説
  - さかなちゃん（1976年 - 1977年）
  - 女・かけこみ寺（1982年） - 前島良善
- 森村誠一シリーズ / 腐蝕の構造（1977年、毎日放送） - 物部満夫
- 大岡越前 第7部 第5話「夢で拾った五十両」（1983年5月25日） - 勘太郎
- ザ・サスペンス / 虞美人草 まぼろしの愛に果てた紫の女!（1984年1月7日）
- TBS大型時代劇スペシャル
  - 太閤記（1987年） - 柴田勝家
  - 徳川家康（1988年） - 本多忠勝
  - 織田信長（1989年） - 林佐渡
  - 源義経（1990年） - 梶原景時
  - 平清盛（1992年） - 平忠正
- 天までとどけ1 - 8（1991年 - 1999年） - 丸山雄平
- 俺たちルーキーコップ 第7話「大波乱」（1992年）
- 美しい人（1999年） - 田辺政喜
- 月曜ドラマスペシャル→月曜ミステリー劇場→月曜ゴールデン→月曜名作劇場
  - セントポーリアは悪魔の匂い（1993年4月26日）
  - プリズンホテル（1993年12月6日）
    - プリズンホテル2（1995年4月3日）

  - 早乙女千春の添乗報告書1「金沢湯けむりツアー殺人事件」（1995年2月20日） - 田所俊介
  - 森村誠一サスペンス 迷路（1997年12月8日） - 大草刑事
  - 婚前後遺症（1999年2月8日） - 松本進吉
  - 横浜本牧殺人ファイル（2000年7月17日） - 安井憲吉
  - 警察庁特別広域捜査官 宮之原警部の愛と追跡（2001年5月28日） - 鷲尾浩造
  - 財務捜査官 雨宮瑠璃子2（2005年4月25日） - 飯嶋昌也
  - 税務調査官・窓際太郎の事件簿14（2006年8月21日） - 岩田勇吉
  - 示談交渉人甚内たま子裏ファイル5（2007年6月18日） - 森田源太郎
  - 楽園のライオン（2007年5月28日） - 中西勝三
  - 萬屋長兵衛の隅田川事件ファイル1（2008年11月17日） - 東郷倖三郎
  - 弁護士高見沢響子10（2009年10月19日） - 城戸孝太郎
  - 女取調官 - 安達八郎
    - 女取調官1（2011年1月24日）
    - 女取調官2（2012年2月20日）
    - 女取調官3（2014年8月18日）
    - 女取調官4（2016年7月25日）

  - 新・示談交渉人 裏ファイル - 阿木五郎
    - 新・示談交渉人 裏ファイル1（2011年3月7日）
    - 新・示談交渉人 裏ファイル2（2012年8月13日）
    - 新・示談交渉人 裏ファイル3（2014年4月21日）
    - 新・示談交渉人 裏ファイル4（2014年12月8日）

  - 浅見光彦シリーズ33「蜃気楼」（2013年9月16日） - 幹瀬丈一郎
  - 湯けむりバスツアー 桜庭さやかの事件簿7（2016年5月23日） - 高根沢良輔
- 水戸黄門
  - 第36部 第14話「父子結んだ石州和紙 -津和野-」（2006年11月6日） - 源造
  - 第37部 第10話「死ぬな!風の鬼若!! -能代-」（2007年6月11日） - 半右衛門
  - 第39部 第20話「踊り子の想いを繋ぐ天の橋立 -宮津-」（2009年3月9日） - 宗兵衛
  - 第42部 第6話「助さんに見た父の面影 -富山-」（2010年11月15日） - 土井久左衛門
- ウルトラマンメビウス（中部日本放送）  - アライソ整備長
  - 第15話「不死鳥の砦」（2006年）
  - 第26話「明日への飛翔」（2006年）
  - 第38話「オーシャンの勇魚」（2007年）
- 浅見光彦〜最終章〜 第2話「伊豆天城・松島編」（2009年10月28日）
- 運命の人（2012年） - 社長・大館智文
- こうのとりのゆりかご〜「赤ちゃんポスト」の6年間と救われた92の命の未来〜（2013年） - 速水啓二

#### フジテレビ系列
- 江戸の用心棒 第21話 「暗殺剣 千鳥」（1981年） - 望月弥源太
- 銭形平次 第854話「許されざる者」（1983年）
- 時代劇スペシャル /
  - 御用船炎上（1982年） - 仙八
  - お毒味役主丞 乾いて候 (1983年)
  - 子連れ狼（1984年） - 柳生軍兵衛
- 弐十手物語 第12話「吉原恋心中」（1984年）
- 鬼平犯科帳（1989年 - 2001年、2005年 - 2016年） - 大滝の五郎蔵
- 銭形平次 ※北大路欣也版
  - 第1シリーズ 第4話「まんじ鍵」（1991年） - 越後屋
  - 第3シリーズ 第11話「戦慄の矢」（1993年） - 辰巳新兵衛
- しゃぼん玉（1991年） - 滝口勇次
- 忠臣蔵 風の巻・雲の巻（1991年12月13日） - 不破数右衛門
- あなただけ見えない（1992年） - 高橋貞国
- 世にも奇妙な物語「マジシャンのポケット」（1992年） - 村上完治
- 運命峠 (1993年)
- ナニワ金融道シリーズ - 高山和夫
  - パート1（1996年）
  - パート3（1998年）
  - パート6（2005年）
  - 新ナニワ金融道（2015年）
- 金曜エンタテイメント
  - 松本清張の異変街道（1993年） - 山根伯耆守
  - 浅見光彦シリーズ10「イーハトーブの幽霊」（2000年） - 小林刑事
  - 赤い霊柩車15「偽りの葬儀」（2002年） - 黒江努
- 忠臣蔵1/47（2001年） - 小林平八郎
- はるちゃん6（2002年、東海テレビ）
- 東京ラブ・シネマ（2003年） - 園田敏郎
- 救命病棟24時　第３シリーズ（2005年） - 城丸克男
- 奇跡の動物園〜旭山動物園物語〜（2006年5月13日） - 大河内良平
- エド・はるみ物語（2008年） - 田所修作
- 白衣のなみだ 第二部「慈命」（2013年4月 - 5月、東海テレビ） - 十一
- 郷土の偉人シリーズ（テレビ熊本）
  - 広告の先駆者・光永星郎 〜健・根・信を貫いた男〜（2014年10月26日） - 主演・光永星郎

##### 関西テレビ
- 影の軍団シリーズ
  - 影の軍団III 第11話「謎の牝豹」（1982年） - 室井道鬼
  - 影の軍団IV（1985年）
    - 第2話「女の顔が夜光る」 - 書院番頭土井宗清
    - 第26話「消えた十三人の水夫」 - 風の幻斉
- 暁に斬る! 第6話「生娘殺し」（1982年）
- 大奥 第31話「暴かれた禁男の園」・第32話「永遠の処女」（1983年） - 秋元但馬守
- 裸の大将 第77話「フグと清と鉄人と」（1996年） - 岡崎修平

#### テレビ朝日系列
- 鬼平犯科帳 第2シリーズ 第19話「刃傷以后」（1972年、東宝） - 永井伝蔵
- 特捜最前線 第73話「蝶が舞う殺人現場!」（1978年）
- 土曜ワイド劇場
  - 夜の終る時 警官殺しを追え!（1979年）
  - 西村京太郎トラベルミステリー (朝日放送） - 亀井定雄警部補
    - ブルートレイン寝台特急殺人事件（1979年10月20日）※綿引洪名義
    - 幽霊船の謎（1980年10月18日）※綿引洪名義
    - 北帰行殺人事件（1982年4月17日）※綿引勝彦名義

  - ラーメン刑事「龍」の殺人推理5（2005年） - 根本刑事
  - 監察官・羽生宗一2（2014年） - 古市克己
  - 温泉 (秘) 大作戦16（2015年） - 向山五郎
- 鬼平犯科帳 第1シリーズ 第14話「むかしの男」（1980年） - 近藤勘四郎
- 源九郎旅日記 葵の暴れん坊 第33話「やがて愛でたき宮津節」（1982年） - 錣弁十郎
- 暴れん坊将軍シリーズ
  - 暴れん坊将軍II
    - 第129話「夜空燃ゆ! 呪いのほうき星」（1985年） - 松永弥十郎
    - 第183話「友情! 決死の砂丘脱出」（1987年） - 鷲津長門

  - 暴れん坊将軍III 第16話「三ッ葉葵は地獄の紋章!?」（1988年） - 猪股準三郎
  - 暴れん坊将軍IV 第36話「対決! 兇賊七変化」（1991年） - 梅吉
- 大都会25時 第10話「エリート刑事に少女売春の罠!」（1987年）
- 松本清張の絢爛たる流離 第1話「美しい人妻の復讐」（1987年3月30日）
- 若大将天下ご免! 第31話「皿ごと毒を喰った女!」（1987年） - 八田平蔵
- 名奉行 遠山の金さん 第1シリーズ 第6話「お奉行が消えた」相棒（1988年） - 黒木典吾
- はぐれ刑事純情派
  - 第1シリーズ 第3話「カフェバーで拾った女」（1988年） - 脇田安彦
  - 第15シリーズ 第12話「盗聴された女の秘密!? 復讐される家族!」（2002年） - 八木孝夫
- さすらい刑事旅情編 第2話「特急踊り子号・最後の求婚旅行」（1988年）
- 大逆襲! 四匹の用心棒 （1991年、東映） - 政五郎
- 四匹の用心棒 (4) かかし半兵衛ひとり旅（1992年、東映） - 丸山典膳
- 京都迷宮案内 第5シリーズ 第6話（2003年）-  岩倉昭一
- 特命係長 只野仁 3rdシーズン 第26話「花嫁失踪」（2007年） - 島崎浩介
- ゴンゾウ 伝説の刑事（2008年） - 寺田順平
- おみやさん 第6シリーズ 第8話「ダイイングメッセージは時計!?」（2009年1月15日） - 林まさる
- 新・警視庁捜査一課9係 第6話「殺人レシピ」（2009年8月12日）
- 第9回文芸社ドラマスペシャル 「ペーパー離婚〜娘の結婚VS親の離婚〜」（2010年2月7日） - 高山啓輔
- 相棒 season10 第2話「逃げ水」（2011年10月26日） - 新開孝太郎
- 科捜研の女 Season 13 第15話（2014年3月6日） - 倉林宗次朗
- 京都人情捜査ファイル 最終話（2015年6月4日） - 中山大蔵

##### 朝日放送
- 必殺シリーズ
  - 暗闇仕留人 第21話「仏に替わりて候」（1974年） - 留吉
  - 必殺仕置屋稼業 第15話「一筆啓上欺瞞が見えた」（1975年） - 佐一郎
  - 必殺からくり人・血風編 第8話「帰らぬ愛に泣く紅い旅」（1976年） - 浄吉
  - 新・必殺仕置人 第27話「約束無用」（1977年） - 仙三
  - 新・必殺からくり人 第6話「東海道五十三次殺し旅 日坂」（1977年） - 清太郎
  - 必殺仕事人 第25話「裏の裏のそのまた裏に何があるのか?」（1979年） - 巳之吉
  - 新・必殺仕事人 第1話「主水腹が出る」（1981年） - 升屋太兵衛
  - お待たせ必殺ワイド 仕事人vs秘拳三日殺し軍団 主水、競馬で大穴を狙う!?（1988年） - 清海僧正
  - 必殺スペシャル・春 勢ぞろい仕事人! 春雨じゃ、悪人退治（1990年） - 伊勢屋三左衛門
  - 必殺仕事人・激突! 第20話「主水、京に上る」（1992年） - 暗闇の喜平次
  - 必殺仕事人2009 第17話「ゴミ屋敷」（2009年） - 土蜘蛛の十兵衛
- ザ・ハングマンII 第15話「出口なし 恐怖の空気処刑」（1982年） - 前尾健造
- サントリーミステリースペシャル 「澪つくし高校連続殺人事件」（1985年12月6日） - 樽本利平

#### テレビ東京系列
- 大江戸捜査網 第286話「張り込み!」（1977年） - 銀次
- 新・木枯し紋次郎 第5話「賽を二度振る急ぎ旅」（1977年） - 稲妻の音右衛門
- 日本名作怪談劇場 第8話「怪談 夜泣き沼」（1979年） - 太九郎
- 眠狂四郎 円月殺法 第17話「美女姫みがわり残念剣」（1983年） - 京極文麿
- 若き血に燃ゆる〜福沢諭吉と明治の群像（1984年）
- 風雲江戸城 怒涛の将軍徳川家光（1987年） - 河合甚左衛門
- 花の生涯 井伊大老と桜田門（1988年） - 島津斉彬
- 風雲!真田幸村 第18話「幼な子は見た! 炎の六文銭」（1989年） - 鞘島新兵衛
- 女と愛とミステリー→水曜ミステリー9
  - 警視庁・樋口警部補 第2作「リオ 水曜日の殺人者」（2004年） - 植村渉
  - 法廷荒らし 弁護士・猪狩文助（2007年） - 室伏直造
  - 森村誠一サスペンス・刑事の証明（2008年 - 2012年） - 渋沢武（警視庁捜査一課三係警部補）
  - 捜査検事・近松茂道10「桐生織伝説殺人事件」（2011年10月26日） - 山根啓造
- 天下騒乱〜徳川三代の陰謀（2006年） - 本多正純
- 徳川風雲録 八代将軍吉宗（2008年1月2日） - 安藤帯刀
- 刺客請負人 第2シリーズ（2008年7月 - 9月） - 藤次郎
- 忠臣蔵〜その義その愛（2012年） - 菅野六郎左衛門

#### WOWOW
- きんぴか（2016年2月13日 - ） - 向井権左エ門[11]

### 映画
- 超高層ホテル殺人事件（1976年、松竹）
- 八つ墓村（1977年、松竹）
- 錆びた炎（1977年、松竹）
- 残照（1978年、東宝）
- 事件（1978年、松竹） - 教師
- 鬼龍院花子の生涯（1982年、東映）
- 海嶺（1983年、松竹） - 仁右衛門[12]
- 極道の妻たちII（1987年、東映） - 河東喜六
- 敦煌（1988年、東宝） - 漢人の無頼漢
- 姐御（1988年、東映） - 田ノ浦組 戸川真之
- 死線を越えて 賀川豊彦物語（1988年） - 前島源蔵
- メロドラマ（1988年、シネ・ロッポニカ） - 朝霧伸
- 悲しきヒットマン（1989年、東映） - 西川保夫
- 極道の妻たち 三代目姐（1989年、東映） - 阿波隆行
- きんぴら（1990年、東映） - 権藤健策
- 新極道の妻たち（1991年、東映） - 殿山誠（藤波組藤竜会幹部）
- 極道戦争 武闘派（1991年、東映）- 黒岩組若頭 持丸宗男
- JINGI 仁義（1991年、東映）- 柳原謙造
- 修羅の伝説（1992年、東映）- 小田一家 若頭・北本千次
- 福本耕平かく走りき（1992年、ヘラルド・エース） - 福本稲造
- 夢の女（1993年、松竹） - 楼主
- 首領を殺った男（1994年、東映） - 柳原謙造
- 裏ゴト師（1995年、パル企画） - 弓削正志
- 鬼平犯科帳 劇場版（1995年、松竹） - 大滝の五郎蔵
- 千の風になって（2003年、シネカノン） - 広瀬清一
- 草の乱（2004年、映画『草の乱』製作委員会）
- TRICK -劇場版2-（2006年、東宝） - 赤松丑寅
- 椿山課長の七日間（2006年、松竹） - ヤクザの武田
- たべんさい 〜広島・ラーメン物語〜（2012年、エル・ティー・コーポレーション）
- ダイヤモンド（2013年、オールインエンタテインメント） - 北野
- 晴れのち晴れ、ときどき晴れ（2013年、ネイキッド） - 緒方虎之助
- しゃぼん玉（2017年） - シゲ爺
- 二宮金次郎（2019年6月1日、映画二宮金次郎製作委員会） - 斉藤平左衛門
- 一粒の麦 萩野吟子の生涯（2019年10月26日、現代ぷろだくしょん） - 萩野綾三郎
- 瞽女 GOZE（2020年、エムエフピクチャーズ） - 爺様
- 時の行路（2020年3月14日、「時の行路」映画製作・上映有限責任事業組合） - 大畑達吉
- ケアニン こころに咲く花（2020年4月3日、ユナイテッドエンタテインメント、イオンエンターテイメント） - 木下達郎
- 種まく旅人 華蓮(ハス)のかがやき[13]（2021年春公開、ニチホランド） - 山田竹一 役 ※遺作

### Vシネマ
- 獣のように（1990年、東映ビデオ）- 黒崎和臣
- 悪徳の勲章 BLACK COP（1991年、東映ビデオ）
- マニラ・エマニエル夫人 危険な楽園（1993年、東映ビデオ）
- パチンコ無宿（1994年、ラインコミュニケーションズ）
- 本気!・8 流血篇（1997年、徳間ジャパンコミュニケーションズ）
- 実録・土佐游侠外伝 鯨道（2000年、オールインエンタテインメント） - 流川一秀
  - 実録・鯨道11 広島ヤクザの終焉〜斬侠（2002年）
  - 実録・鯨道12 広島烈侠伝 悪魔の大西政寛（2002年）
- 仁義シリーズ（東映ビデオ） - 武智
  - 仁義33 極道復讐戦争（2002年）
  - 仁義34 殺しの報酬（2002年）
  - 仁義46 内部戦争勃発（2006年）
  - 仁義47 極道報復戦争（2006年）
  - 仁義48 代紋戦争激化（2006年）
- 実録・義戦 森田幸吉伝（2002年） - 打越信夫 ※特別出演
- 実録・義戦5 瀬戸内ヤクザ戦争 伊予路水滸伝（2003年、オールインエンタテインメント）
- 実録・義戦 高松やくざ戦争（2009年、オールインエンタテインメント） - 北原宏次郎

### 舞台
- GACKT眠狂四郎無頼控（2010年） - 備前屋与兵衛

### 劇場アニメ
- WXIII 機動警察パトレイバー（2001年） - 久住武史[14]

### 吹き替え

#### 俳優
- ブルース・ウィリス 
  - セットアップ（ビグズ）
  - エクスペンダブルズ2（ミスター・チャーチ）
  - ダイハツ工業 ミライースCM「吹き替え篇」（本人役）

#### 映画・ドラマ
- ドラム（ドラム〈ケン・ノートン〉）
- 地上最強の美女バイオニック・ジェミー シーズン2 #17（ガジム国王〈ロバート・ロッジア〉）
- ロシア52人虐殺犯/チカチーロ（ミハイル・フェチソフ少将〈ドナルド・サザーランド〉）

### バラエティ
- 日本史サスペンス劇場（2008年8月、日本テレビ） - 徳川家康
- ダウンタウンのガキの使いやあらへんで!! 絶対に笑ってはいけない新聞社24時（2008年12月、日本テレビ） - 弁護士
- 名将の采配（2009年6月 - 7月、2010年7月 - 9月、NHK総合） - プレゼンター
- 経済ドキュメンタリードラマ ルビコンの決断（2009年9月、テレビ東京） - 田畑政治
- 民謡魂 ふるさとの唄「愛知県武豊町[15]」（2020年3月1日、NHK総合）

### ラジオドラマ
- 青春アドベンチャー（NHK-FM）
  - 「新宿鮫・氷舞」（1997年） - 立花元警部
  - 「アフリカの絵本」（2003年）
  - 「あでやかな落日」（2006年） - 阿藤宣伝部長
- FMシアター（NHK-FM）
  - 「異国の太鼓」（2012年） - 嶋貫満
- 特集オーディオドラマ（NHK-FM）
  - 「ピンザの島」（2017年）

### CM
- ポケットモンスター関連ソフト
  - ピカチュウげんきでちゅう
  - ポケモンスナップ
  - ポケモンでパネポン
  - ポケットモンスター クリスタルバージョン
  - ポケモンスタジアム金銀
- NTTドコモ
- ハウス食品 加哩屋
- 旭化成 ヘーベルハウス
- ジェーアイシー 企業広告
- ダイハツ工業 ミライース - 宣伝部長
- 龍角散 龍角散ののどすっきり飴